# Гуща (Украина)
Гу́ща (укр. Гу́ща) — село в Ровненской сельской общине Ковельского района Волынской области Украины.
До 2020 года входило в Любомльский район.
Село находится на правом берегу реки Западный Буг, по которой проходит Польско-украинская граница.
Код КОАТУУ — 0723381001. Население по переписи 2001 года составляет 945 человек. Почтовый индекс — 44330. Телефонный код — 3377. Занимает площадь 2,16 км².